# Líšina

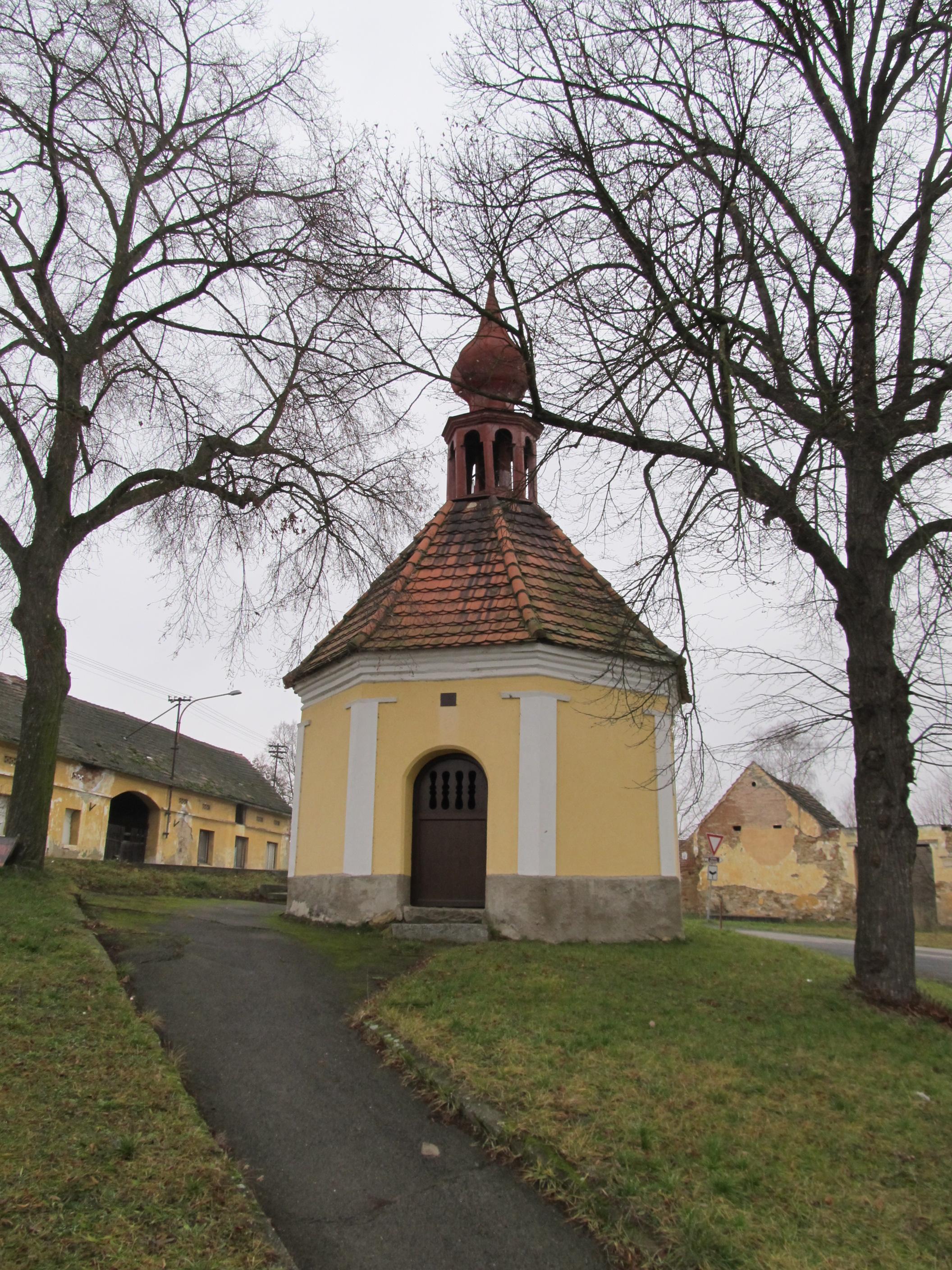
Kapelle in Líšina

Líšina (deutsch Lischin) ist eine Gemeinde mit 149 Einwohnern in Tschechien. Sie liegt fünf Kilometer südlich von Stod an der Merklínka und gehört zum Okres Plzeň-jih. Die Katasterfläche beträgt 798 Hektar.

## Geographie
Líšina befindet sich in 358 m ü. M. im Tal der Merklínka im Pilsener Hügelland. Im Westen erhebt sich der 516 m hohe Trný und im Nordosten der Křížový vrch. Durch den Ort führt die Staatsstraße 182 zwischen Stod und Merklín.
Nachbarorte sind Lelov und Lelovský Mlýn im Norden, Maškrov im Osten, Chalupy im Südosten, Čelákovy im Süden, Holýšov im Westen sowie Střelice im Nordwesten.

## Geschichte
Die erste urkundliche Erwähnung von Líšina stammt aus dem Jahre 1180. Seit 1227 gehörte das Dorf zu den Besitztümern des Klosters Chotěšov.

## Gemeindegliederung
Für die Gemeinde Líšina sind keine Ortsteile ausgewiesen. 

## Sehenswürdigkeiten
- Kapelle der Kreuzerhöhung am Dorfplatz, erbaut in der ersten Hälfte des 19. Jahrhunderts mit achteckigem Grundriss
- Prähistorischer Begräbnisplatz mit 50 Gräbern, im Wald unweit des Dorfes
- Historische Bauernhäuser am Dorfplatz